# كيم جونز
كيم جونز (بالإنجليزية: Kim Jones)‏ هو مصمم وكاتب أمريكي، ولد في 1944 في سان بيرناردينو في الولايات المتحدة.